# Prétot-Vicquemare
Prétot-Vicquemare – miejscowość i gmina we Francji, w regionie Normandia, w departamencie Sekwana Nadmorska.
Według danych na rok 1990 gminę zamieszkiwało 125 osób, a gęstość zaludnienia wynosiła 26 osób/km² (wśród 1421 gmin Górnej Normandii Prétot-Vicquemare plasuje się na 773. miejscu pod względem liczby ludności, natomiast pod względem powierzchni na miejscu 702.).